# Royal Aero Club
Le Royal Aero Club (RAeC) est l'organisme national de coordination du sport aérien au Royaume-Uni. Il a été fondé en 1901 sous le nom d'Aero Club of Great Britain et a reçu son nom actuel de Royal Aero Club en 1910.

## Histoire
L'Aero-Club est fondé en 1901 par Frank Hedges Butler (en), sa fille Vera et Charles Rolls (l'un des fondateurs de Rolls-Royce), en s'inspirant en partie de l'Aéro-Club de France. Au départ, il s'intéressait davantage aux ballons, mais après les démonstrations de vol d'engins plus lourd que l'air réalisées par les frères Wright en France en 1908, le club s'est intéressé à l'avion. La constitution originale du club déclarait qu'il était dédié à « l'encouragement de l'auto-mobilisme aérien et de la montgolfière en tant que sport ». Tel qu'il a été fondé, il s'agissait principalement d'un club de gentlemen londonien, mais il a progressivement évolué vers un rôle plus réglementé. Il possédait d'ailleurs un clubhouse à Londres, au 119 Piccadilly, qu'il a conservé jusqu'en 1961.
Le club reçoit son préfixe "Royal" le 15 février 1910. À partir de 1910, le club délivre des certificats d'aviateurs, qui sont reconnus internationalement par la Fédération Aéronautique Internationale (la FAI) auprès de laquelle le Royal Aero Club était le représentant du Royaume-Uni. Le club est l'organe qui régit les sports aériens au Royaume-Uni, ainsi que les records et les compétitions.
Le club établit son premier terrain d'aviation sur une étendue marécageuse à Shellbeach près de Leysdown sur l'île de Sheppey au début de 1909. Une ferme voisine, Mussell Manor (aujourd'hui appelée Muswell Manor), devient le clubhouse du terrain d'aviation, et les membres du club peuvent construire leurs propres hangars pour accueillir leurs avions. Parmi les premiers occupants de l'aérodrome, on trouve les frères Short. Deux des frères, Eustace et Oswald, avaient auparavant fabriqué des ballons pour les membres de l'aéro-club et en avaient été nommés ingénieurs officiels. Ils avaient également fait appel à leur frère aîné, Horace, lorsqu'ils décidèrent de se lancer dans la construction d'appareils plus lourds que l'air. Ils obtiennent par exemple une licence pour construire des copies de l'avion Wright et mettent en place la première chaîne de production d'avions au monde à Leysdown.
Le 1er mai 1909, John Moore-Brabazon effectue un vol de 500 yards dans son appareil Voisin à Shellbeach. Ce vol est officiellement reconnu comme le premier vol effectué par un pilote britannique en Grande-Bretagne. La même semaine, les frères Wright visitent le terrain d'aviation du Royal Aero Club à Shellbeach. 
En octobre 1909, le club reconnaît la Blackpool Aviation Week 1909 (en), ce qui en fait le premier spectacle aérien officiel de Grande-Bretagne. Le 30 octobre, John Moore-Brabazon est également le premier à parcourir un mile dans un avion britannique, aux commandes du Short Biplane No. 2 (en), et remporte ainsi un prix de 1 000 £ offert par le Daily Mail. Le 4 novembre 1909, il décide par dérision de prendre comme passager un porcelet, qu'il nomme Icare le Second, réfutant ainsi l'adage selon lequel les « porcs ne peuvent pas voler ».
L'aérodrome déménage l'année suivante à Eastchurch, non loin de là, où la Royal Navy a établi une école de pilotage.
Jusqu'en 1911, l'armée du Royaume-Uni ne disposait d'aucune structure de formation des pilotes. Par conséquent, la plupart des premiers pilotes militaires furent formés par des membres du club et beaucoup devinrent eux-mêmes membres. À la fin de la Première Guerre mondiale, plus de 6 300 pilotes militaires avaient obtenu le certificat d'aviateur du RAeC.
Après la perte de son clubhouse de Piccadilly en 1961, le club a été hébergé au Lansdowne Club (en) au 9 Fitzmaurice Place jusqu'en 1968. Il a ensuite déménagé pour une courte période dans le bâtiment moderne du Junior Carlton Club (en) au 94 Pall Mall. En juin 1973, le club fusionne avec le United Service Club (en) et s'installe dans ses locaux du 116 Pall Mall. Toutes ses activités liées à l'aviation sont alors transférées à l'Aviation Council (United Service and Royal Aero Club) Ltd constituée le 15 février 1973.  En juin 1975, l'United Service and Royal Aero Club fusionne avec le Naval and Military Club et, le 1er août 1975, le Royal Aero Club of the United Kingdom est officiellement lancé et doté de tous ses prix, de sa bibliothèque et de ses objets commémoratifs et prend la place de l'Aviation Council.
Aujourd'hui, le Royal Aero Club reste l'organe national de direction et de coordination du sport aérien et du vol de loisir. Les organes directeurs des diverses formes d'aviation sportive sont tous membres du Royal Aero Club. Le Royal Aero Club agit également pour soutenir et protéger les droits des pilotes de loisir dans le cadre de la réglementation nationale et internationale.